# Хапки от реалността
„Хапки от реалността“ (на английски: Reality Bites) е американски комедийно-драматичен филм от 1994 г. Режисьор е Бен Стилър, а сценарият е на Хелър Чайлдрес.